# Federico Tocci
Federico Tocci (Roma, 10 novembre 1972) è un attore italiano.

## Biografia
Conosciuto principalmente per aver ricoperto il ruolo dell'ispettore di polizia Walter Battiston nella serie televisiva La squadra (2002-2007), e nel successivo spin-off La nuova squadra (2008-2011). Interpreta poi Tullio Adami nella serie Suburra. Ha anche recitato, con brevi ruoli, nelle fiction Codice rosso, Medicina generale, Io ti cercherò e nella sit-com 7 vite.

## Filmografia

### Cinema
- Un Natale stupefacente, regia di Volfango De Biasi (2014)
- Sulla mia pelle, regia di Alessio Cremonini (2018)
- A Tor Bella Monaca non piove mai, regia di Marco Bocci (2019)
- La svolta, regia di Riccardo Antonaroli (2021)
- Mancino naturale, regia di Salvatore Allocca (2021)
- Leonora addio, regia di Paolo Taviani (2022)
- Gli idoli delle donne, regia di Lillo & Greg e Eros Puglielli (2022)
- I viaggiatori, regia di Ludovico Di Martino (2022)
- Phobia, regia di Antonio Abbate (2023)
- C'è ancora domani, regia di Paola Cortellesi (2023)
- In fuga con Babbo Natale, regia di Volfango De Biasi (2023)
- Runner, regia di Nicola Barnaba (2024)
- La casa degli sguardi, regia di Luca Zingaretti (2024)
- L'amore e altre seghe mentali, regia di Giampaolo Morelli (2024)

### Televisione
- La squadra (2002-2007)
- Codice rosso (2006)
- 7 vite (2007)
- Medicina generale (2007)
- La nuova squadra (2008-2011)
- Distretto di Polizia 11, episodi 11x03-11x04 (2011)
- Rex (2012)
- Che Dio ci aiuti, episodi 1x09, 6x04 (2012, 2021)
- Le mani dentro la città (2014)
- Squadra mobile (2015)
- Squadra antimafia 7, episodio 7x03 (2015)
- Solo (2016-2018)
- Suburra - La serie, 5 episodi (2017-2019)
- Imma Tataranni - Sostituto procuratore, episodio 1x01 (2019)
- Rosy Abate 2 - La serie, 5 episodi (2019)
- Io ti cercherò, 3 episodi (2020)
- Speravo de morì prima, 4 episodi (2021)
- Blanca, episodio 1x01 (2021)
- Don Matteo - serie TV, ep.13x05-13x10 (2022)
- Doc - Nelle tue mani – serie TV, episodio 3x02 (2024)